# Военен музей (Белград)
Военният музей (на сръбски: Војни музеј) е военно-исторически музей, намиращ се в Белград на Калемегдан.

## История
Военният музей е основан на 10 (22 стар стил) август 1878 г. с Указ на княз Милан Обренович по случай независимостта на страната. Първоначално военният музей е разположен в горния град на Белградската крепост. Първата постоянна експозиция е учредена през 1904 г.
Зданието, в което музеят се помещава понастоящем, е построено през 1924 г., след края на Първата световна война, през която по-голяма част от експонатите са унищожени или взети в плен. През 1937 г. постоянните експозиции са възстановени, а по време на Втората световна война от сбирките на музея изчезват близо 1300 експоната, които не са открити.
От 1961 г. музеят се помещава в сградата на бившия Военногеографски институт. На площ от 2300 m² в 52 зали са изложени повече от 3000 експоната, които проследяват хронологически военната история на Сърбия – от Античността до най-ново време. Експозициите са обособени тематично в археологическа; оръжейна; отличия; знамена; дрехи и униформи; картини и фотографии.